# Boulevard périphérique de Lyon

## Contexte
Le périphérique de Lyon entoure la ville du nord-ouest (porte de Valvert, à Tassin-la-Demi-Lune) au sud (porte de Gerland, dans le 7e arrondissement) en faisant une boucle par l'est. Il comporte 16 sorties appelées « portes », et comprend une portion à péage, entre la porte de Vaise (ou celle de Rochecardon en venant de l'est) et la porte de Saint-Clair (partie comprenant le grand tunnel de Caluire).
Aujourd’hui l’ouvrage comprend :
- 4 tunnels (Rochecardon, Caluire, Duchère, Bellevue),
- 7 portes (Vaise, Rochecardon, La Pape, Croix-Luizet, Valvert, La Doua, Saint-Clair) délimitant spécifiquement la section Périphérique nord et neuf autres pour l’accès à l’ensemble du périphérique,
- 1 viaduc (sur le Rhône),
- 2 péages (Saint-Clair et la Pape) délimitant une section payante entre la porte de Vaise et de La Pape dite spécifiquement.

## Histoire

### Boulevard de Ceinture
Un projet de boulevard circulaire émerge dans les années 1920 pour compléter plus à l'extérieur les précédentes rocades de l'est lyonnais. C'est le plan "Chalumeau" de 1924 qui prévoit non seulement un boulevard circulaire mais aussi la connexion des différentes voies de pénétration dans la ville. 
Le conseil général du Rhône prend le projet en main en 1928, sous la houlette de son président Laurent Bonnevay. Le tracé retenu occupe pour partie l'emplacement de l'ancien mur d'enceinte de Croix-Luizet à Gerland, d'où son nom de (grand) boulevard de ceinture. 
Plus au nord, il doit aussi constituer une digue mettant Villeurbanne et les Brotteaux à l'abri des crues du Rhône (particulièrement graves en 1924 et jusqu'en 1947), avant d'aboutir à l'angle du parc de la Tête d'Or. Au sud, le boulevard doit se terminer vers Gerland, à proximité du futur port, pour une longueur de 14 km. Il est conçu comme un boulevard urbain qui doit irriguer la ville et relier ses différents quartiers. Il doit avoir 46 m de large :
- deux chaussées de 10,5 m chacune ;
- un terre-plein central de 13 m, en herbe et planté d'arbres ;
- deux pistes cyclables ;
- deux trottoirs de 6 m, eux-aussi plantés d'arbres.

Il doit aussi avoir des ronds-points gigantesques, jusqu'à 150 m de diamètre pour les connexions avec les pénétrantes, les boucles de la ceinture. Les travaux débutent en 1931 avec l'objectif d'occuper les chômeurs du département, à la suite de la crise de 1929. La guerre ralentit les travaux. Le boulevard est terminé dans sa version initiale en 1958. Il est inauguré en 1960 et prend le nom de Laurent Bonnevay, homme politique français centriste de la Troisième République et né à Saint-Didier-au-Mont-d'Or.

### Années 1970: de la voirie départementale au TEO
Le boulevard était initialement classé dans la voirie départementale. Au début des années 1970, en conjonction avec la construction des autoroutes radiales, le boulevard de ceinture est transformé en autoroute urbaine. On peut encore voir une dizaine de platanes survivants, dans le sens nord-sud, au niveau de Villeurbanne. Le boulevard est intégré à la voirie nationale sous la référence N 383 en 1984.
En 1997, la partie nord nommée TEO (Trans Est-Ouest) est déclassée en voirie locale. En 2005, le reste du boulevard historique est réintégré dans la voirie départementale (RD 383). Depuis ce changement, le Département du Rhône se charge de remettre en état l'éclairage axial dont une partie ne fonctionnait plus depuis quelques années. Depuis le 1er janvier 2015 et la création de la métropole de Lyon, l’ensemble du périphérique lyonnais (TEO et Bonnevay) est géré par cette nouvelle collectivité, la Métropole de Lyon.

### 1989: contrat de concession initial
Dès 1989, la réalisation du boulevard périphérique nord (BPNL) a été considérée comme une priorité du Président de la communauté urbaine de Lyon de l’époque, M. Michel Noir. Entre 1989 et 1990 un groupe mixte formé de personnalités politiques – trois vice-présidents du conseil général du Rhône et quatre vice-présidents de la Communauté urbaine – et d’experts techniques se réunissent pour le choix du concessionnaire sur la base des propositions faites par deux groupements : le groupement Nord Périph - entreprises GTM et Dumez – et le groupement Bouygues.
Comme l'explique plus tard Étienne Tête, critique envers le projet, le choix du montage de la concession s'explique par le fait que la COURLY n'a pas les moyens financiers de payer les 4 milliards de francs sur seulement 3 années de construction des ouvrages de tunnels et viaduc. Aussi, pour que le privé intervienne, il faut rentabiliser l'opération et prévoir une redevance de péage. Très tôt, les Lyonnais vont s'opposer au projet, ayant l'impression de le payer doublement, en tant que contribuable (impôt) et en tant qu'usager (péage).
Une première version de la convention de concession est signée le 10 décembre 1990 mais le préfet du Rhône considère que l’avance de 909 millions de francs faite au Concessionnaire est illégale. La convention est alors retravaillée sur la base d’une subvention. De ce rapprochement est née la société concessionnaire du boulevard périphérique nord de Lyon (SCBPNL). Le concessionnaire initial est un groupement des entreprises Bouygues (36%) Lyonnaise des Eaux (12%) GTM Entrepose (12%) trois banques (35%) et Compagnie BTP (5%).

### 1994 - 1998: période de construction
La période de construction est animée par les difficultés techniques rencontrées, en particulier à l’occasion du percement du premier tube (nord). Au-delà du souhait initial de parvenir à une mise en service avant la fin de la mandature de Michel Noir (et repoussée jusqu’à 1997), le maître d’ouvrage et la société concessionnaire ont des intérêts convergents à voir les travaux durer le moins longtemps possible.
Avec une construction fondée sur un travail des équipes de chantier en roulement (24/24h), l’ouvrage a pu être mis en service en 1997, même s’il a été ouvert inachevé. En effet, seul le tronçon TEO est mis en service. 
Le jour de l'ouverture, la signalisation se révèle insuffisante. Cette dernière est en outre présentée sur un modèle à la parisienne – avec des noms de porte et non de noms de quartiers ou de directions connus. Elle provoque des embouteillages énormes. Par ailleurs, le boulevard Laurent Bonnevay - axe majeur de l’agglomération lyonnaise - a été rétréci de 2 x 2 à 2 x 1 voies. À cela s’ajoute, que les tarifs du péage sont perçus comme trop élevés alors que les usagers ont l’impression d’avoir payé l’ouvrage en tant que contribuables.

### 1998 - 2004: début des contentieux et reprise en régie
1998 est une année charnière dans l’évolution du mode gestion de l’ouvrage. Face à l’ampleur du mécontentement soulevé par le système de péage et les irrégularités que sa mise en place a entraîné (cf. ci-dessous), l’arrêt du Conseil d’État du 6 février 1998 annule la délibération du Grand Lyon. L'écologiste d'opposition Étienne Tête obtient ainsi gain de cause, lui qui s'est toujours opposé au projet et qui a attaqué dès la délibération du 19 novembre 1991 sur le motif principal de l'illégalité des "avances remboursables". Les difficultés rencontrées donnent lieu à un contentieux entre la SCBPNL et la Communauté urbaine. Le contentieux est résolu par le versement d’une indemnité au concessionnaire et entraîne le retour de l’ouvrage en régie.
Le BPNL est racheté conjointement par le Grand Lyon et par le département du Rhône et des emprunts sont contractés. Les deux collectivités concluent une convention-cadre de financement réglant entre elles les modalités de partage des recettes (avenant n°3 du 4 avril 1999). Ainsi, à compter de la première année de versement de loyer au partenaire privé, la Communauté urbaine de Lyon versera au département du Rhône un fonds de concours annuel dont le montant sera égal à la moitié des recettes nettes perçues auprès des usagers de l’ouvrage. Une structure temporaire de gestion est mise en place, la régie du périphérique nord, service de la Communauté urbaine créé pour la circonstance. Enfin, le décret n°2001-1173 du 11 décembre 2001 autorise l'institution d'une redevance sur l'ouvrage BPNL, autorisant juridiquement le péage jusqu'à la date du 31 décembre 2029.

### Depuis 2015: gestion en PPP de la section payante BPNL
Depuis 2015, la section payante du boulevard  lyonnais (BPNL) est gérée dans le cadre d'un contrat de partenariat (PPP) avec la société Leonord, issue du groupe SANEF. Mis en service depuis 1997, la conception du BPNL est antérieure à la catastrophe du tunnel du Mont-Blanc de 1999 et au renforcement de la réglementation qui en a découlé. Le contrat de PPP vise alors à la mise en sécurité des tunnels de l'ouvrage et à l'exploitation maintenance de la section payante pendant une durée de 20 ans, soit jusqu'à 2035.
Concernant le choix du PPP en 2014 la Communauté urbaine du Grand Lyon recueille l'avis favorable de la CCSPL le 21 juin 2012 ainsi que l'avis favorable du CTP le 28 juin 2012. Le contrat commence le 2 janvier 2015. Conformément au contrat, les travaux de mise en sécurité des tunnels se sont achevés en avril 2018, sans surcoût ni décalage. D'après le cadre financier du contrat de partenariat révisé, le coût total des redevances est de 383 M€ HT soit 459 M€ TTC sur la durée de vingt ans. 
Le montage juridique en marché de partenariat permet le versement de dividendes, dont le montant estimé est de 2,5 millions € sur la période 2017-2022.

Tunnels du périphérique nord de Lyon et autres tunnels.

La partie Est constitue la limite externe de la zone à faibles émissions lyonnaise mise en place en 2020.

## Raccords
Le boulevard périphérique a des bretelles de raccord aux autoroutes et voies rapides quittant Lyon à :
- la porte du Valvert : Voie métropolitaine M 6, prolongée par l'A6 Lyon - Paris ;
- la porte de Croix-Luizet : A42 Lyon - Genève ;
- la porte des Essarts : A43 Lyon - Chambéry - Grenoble ;
- la porte de Gerland (Échangeur périphérique de Lyon-Autoroute A7) : A7 Lyon - Valence - Vienne - Marseille.

Tout comme à d'anciennes routes nationales :
- RN 7 : aux portes du Valvert (Lyon-Paris) et du Moulin-à-Vent (Lyon-Menton) ;
- RN 6 : à la porte de Vaise (Lyon-Paris) et celle du Vinatier (Lyon-Chambéry-Mont-Cenis) ;
- RN 83 (Lyon - Strasbourg) ;
- RN 84 (Lyon - Genève) aux portes de Saint-Clair et de La Pape ;
- RN 517 (Lyon - Meyzieu-Morestel) à la porte de la Soie ;
- RN 518 (Lyon - Saint-Marcellin-Die) à la porte de Parilly.

Il existe cependant un deuxième périphérique appelé Rocade Est qui est l'autoroute A46. Celle-ci permet un contournement est des banlieues de l'Est Lyonnais, gratuit au sud (en direction de Vienne) et payant au nord (en direction de Villefranche-sur-Saône). Elle est sur 3 départements, la Métropole de Lyon, l'Isère et le Rhône. Elle permet de desservir Chasse s/Rhône, Saint Priest, Chassieu, Pont de Chéruy, Décines, Vaulx en Velin, ou encore Rillieux-la-Pape
Encore plus loin, il existe une troisième rocade qui dessert l'aéroport de Lyon-Saint-Exupéry et qui contourne tout le Grand Lyon et les espaces péri-urbains de Lyon ; elle est sur trois départements : le Rhône, l'Isère et de l'Ain et s'appelle l'A432.

## Affluence et recettes de péage
Le périphérique comporte une section payante nommée BPNL, boulevard périphérique nord lyonnais, qui réalise un trafic de l'ordre de 17 et 18,6 millions de passages annuels. La crise sanitaire de Covid-19 a eu un fort impact sur les recettes, de l'ordre de -16 % sur l'année 2020, pour s'établir à 32,3 M€ du fait de la double période de confinement en mars puis en novembre 2020. La reprise du trafic est constatée en 2021 avec 36,9 M€ de recettes, puis en 2022 avec 41,3 M€ de recettes,,.  
Les recettes de péage pour 2023 et 2024 respectivement de 44,3 M€ et de 43,6 M€. Les recettes sont à la hausse du fait de l'indexation des tarifs sur l'inflation, le prix au passage unique étant passé de 2,20€ à 2,60€ en quelques années, après une longue période de stabilité tarifaire. 

## Vitesse et zone à faibles émissions
Pour réduire la pollution aux particules fines, la vitesse du périphérique lyonnais est limitée à 70 km/h à partir du 29 avril 2019. Cette limitation de vitesse doit aussi réduire la gravité des accidents ainsi que les nuisances sonores, tout en améliorant la qualité de l'air. 
Dans la même optique, des réflexions sont menées dans le cadre de la Zone à faibles émissions (ZFE) afin de limiter progressivement la circulation des véhicules ayant des vignettes Crit'Air 3, 4, 5 sur la zone définie. En effet, le périmètre du nouveau projet de 2ème étape d’amplification de la ZFE correspond au périmètre de la ZFE actuellement en vigueur avec l’intégration, au 1er janvier 2024, de l’ensemble du linéaire des voies structurantes d’agglomération métropolitaines que sont M6, M7, le boulevard Laurent Bonnevay et le BPNL.
La ZFE pourrait être supprimée en 2025 du fait d'une loi votée à l'Assemblée nationale dans ce sens.

## Tracé du périphérique de Lyon

### 1: Porte du Valvert
La porte du Valvert est la connexion entre la route métropolitaine M6, tronçon déclassé de l'autoroute A6 vers Villefranche-sur-Saône et Paris, le tunnel de Fourvière vers Marseille. Elle est située au sud du tunnel de la Duchère. L'échangeur est complexe car il est construit dans un espace assez restreint. Certaines bretelles tournent sur elles-mêmes. Il permet de desservir :
- la route métropolitaine M6 (tronçon déclassé de l'A6) vers Villefranche-sur-Saône et Paris ;
- le boulevard du Valvert de Lyon qui en est la continuité ;
- la RD 489 (ancien axe Lyon-Bordeaux) vers Tassin-la-Demi-Lune ;
- la RD 77 (ancien axe Lyon-Paris) vers le tunnel de la Croix-Rousse et Écully.

### 2: Porte de Vaise
L'échangeur, d'intérêt local, dessert :
- la RN 6 vers Champagne-au-Mont-d'Or et le tunnel de la Croix-Rousse ;
- la RD 21 vers la rue Mouillard de Lyon.

La porte dessert les quartiers de Vaise et de La Duchère à Lyon, les monts d'Or, la commune de Saint-Didier-au-Mont-d'Or, et le parking-relais du métro Gare de Vaise.
Le boulevard périphérique entre dans le tunnel de Rochecardon (en section à péage).

### 3: Porte de Rochecardon
Le semi-échangeur, de portée locale, est accessible seulement par le nord, il dessert :
- la rue Pierre Baizet de Lyon, les quais de la Saône et le quartier de Saint-Rambert-l'Île-Barbe ;
- la commune de Saint-Cyr-au-Mont-d'Or ;
- le tunnel de Caluire et sa section à péage.

### 4: Porte de Saint-Clair
L'échangeur est complexe car il est construit dans un espace restreint. Certaines bretelles tournent sur elles-mêmes. Il permet de desservir :
- la RD 83 (ancien axe Lyon-Strasbourg) ;
- le boulevard de la Bataille de Stalingrad de Lyon ;
- la gare de Saint-Clair, gare désaffectée.

Cette porte donne accès à la Presqu'île, et aux quartiers de la Part-Dieu, Saint-Clair, Le Tonkin, le Parc de la Tête d'Or et la commune de Caluire-et-Cuire.
Le péage du Rhône, géré par la Régie du Périphérique Nord, elle-même exploitée par OpenLy pour le compte de la métropole de Lyon, est situé à la Porte de Saint-Clair.
La porte est située à l'est du tunnel de Caluire et tout près du Rhône. Elle est très proche de la Porte de la Pape (500 mètres). Entre les deux, se trouve le péage du Rhône.

### 5: Porte de la Pape
La porte est située près du Rhône et à l'ouest du viaduc du Rhône. Elle est située à 500 mètres de la porte de Saint-Clair. Entre les deux, se trouve le péage du Rhône. L'échangeur est complexe puisque construit dans un espace assez restreint, il est composé d'un rond-point. Certaines bretelles tournent sur elles-mêmes. Il n'a pas d'accès vers Lyon mais il dessert :
- la RD 383 (ancien axe Lyon-Strasbourg) ;
- Les communes de Rillieux-la-Pape et de Miribel.

Le périphérique passe ensuite sur le viaduc du Rhône.

### 6a: Porte de la Doua
La porte est située près du Rhône et au sud du viaduc du Rhône. Elle est proche de la porte de Croix-Luizet. L'échangeur n'est pas complet car il est impossible de s'engager dans le sens extérieur du périphérique. Il dessert la RD 383 qui borde le quartier de La Doua de Villeurbanne par le nord en direction du pont Raymond-Poincaré.

### 6: Porte de Croix-Luizet
La porte est située près du Rhône. Elle est proche de la porte de la Doua. L'échangeur est composé d'une sortie directe vers l'autoroute ainsi que deux ronds-points. Il dessert :
- l'autoroute A42 vers Bourg-en-Bresse, Genève, Strasbourg et la rocade-autoroute Est (autoroute A46) ;
- la RD 6 vers Villeurbanne et le centre-ville de Lyon, le quartier de Croix-Luizet à Villeurbanne.
- la RD 6 vers Vaulx-en-Velin

### 8: Porte de Cusset

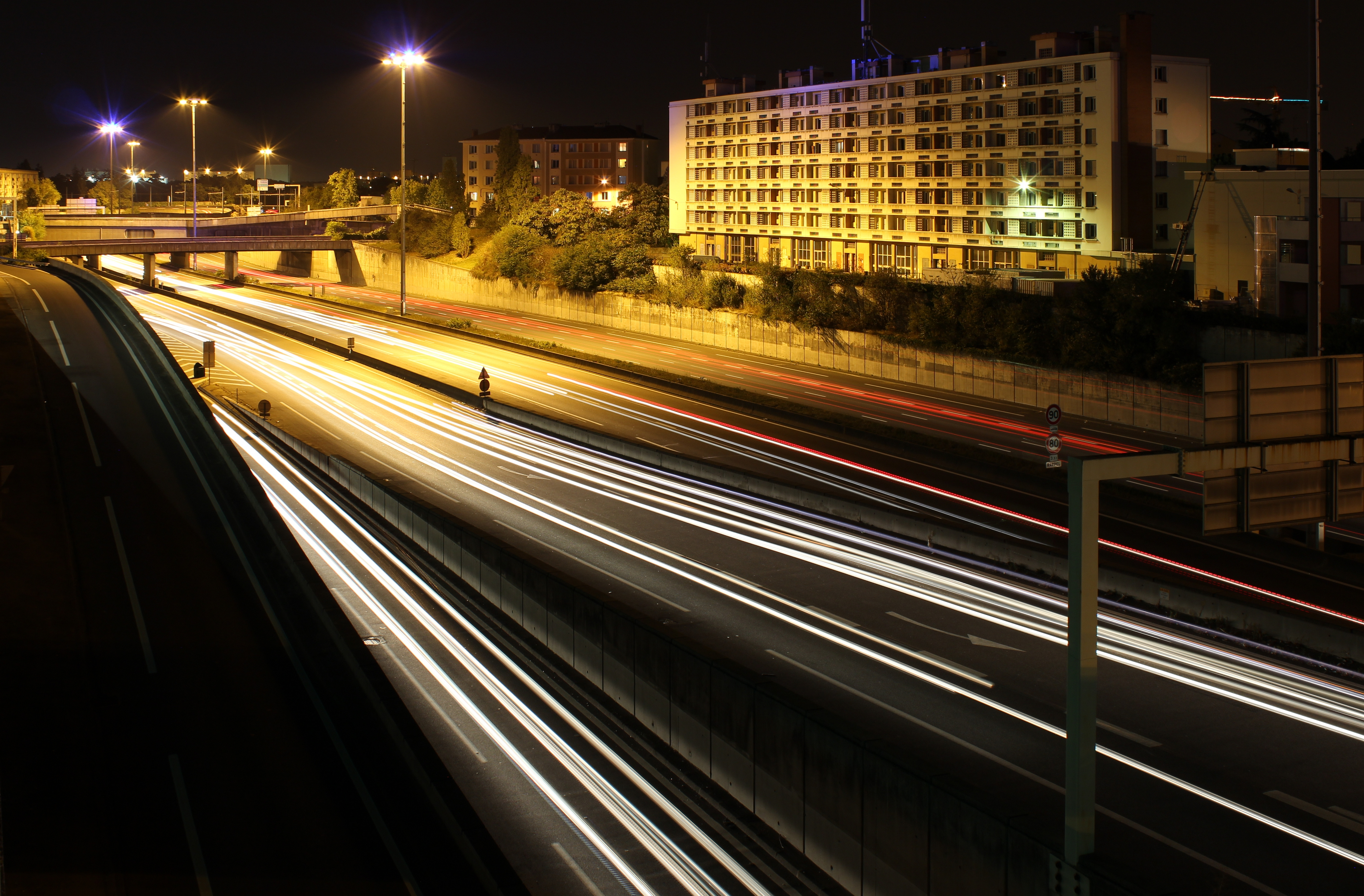
La sortie 7, de nuit.

La porte est proche de la porte de la Soie. Elle est desservie par la station Laurent Bonnevay - Astroballe de la ligne A du métro lyonnais. L'échangeur dessert :
- la RD 6A vers le centre de Villeurbanne ;
- la RD 55 vers Vaulx-en-Velin ;
- le parc de la Commune de Paris de Villeurbanne ;
- Les quartiers de Cusset et des Gratte-Ciel.

### 9: Porte de la Soie
La porte est proche de la porte de Cusset. L'échangeur dessert :
- la RD 517 vers le sud de Villeurbanne et le centre de Lyon ;
- la RD 517 vers Décines-Charpieu et Meyzieu ;
- Les quartiers de La Soie et de Vaulx-en-Velin-La Côte, le parc relais TCL à la station Laurent Bonnevay - Astroballe sur la ligne A du métro lyonnais ;
- la trémie du tramway T3 (anciennement le Chemin de fer de l'Est de Lyon)

### 10: Porte de Montchat
D'un intérêt local, l'échangeur permet de desservir :
- la RD 29 vers Bron ;
- le sud de Villeurbanne ;
- le quartier de Montchat de Lyon ;
- la route de Genas, Bron-Terraillon et les Sept Chemins ;
- l'aire de Bron (périphérique extérieur, sens sud-nord uniquement) : station service.

### 11: Porte du Vinatier
L'échangeur permet de desservir la RD 906 (ex-RN 6), ancien axe Lyon-Chambéry) :
- vers la place d'Arsonval à Lyon (station Grange Blanche sur la ligne D du métro lyonnais) ;
- vers Bron et l'aéroport de Lyon-Bron.

Il dessert également les hôpitaux Est, le Centre hospitalier Le Vinatier, Grange-Blanche, Monplaisir et le centre de Bron.

### 12: Porte des Essarts
L'échangeur dessert :

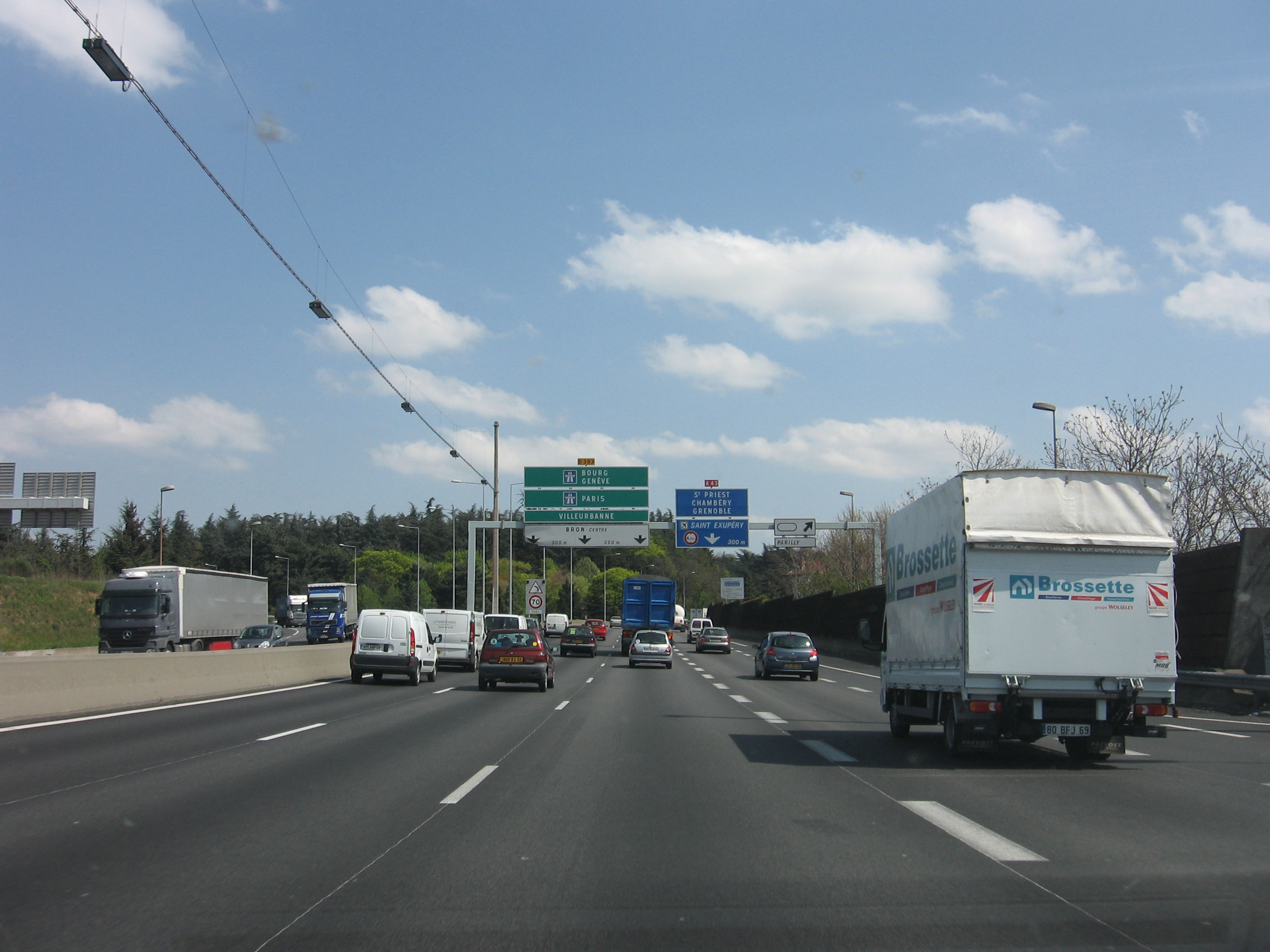
D383/A43

- l'autoroute A43 vers Saint-Priest, Grenoble, Chambéry, Turin ;
- l'avenue Jean-Mermoz vers le carrefour Charles-et-Gabriel-Voisin et le centre de Lyon ;
- le sud de Bron.

 Échangeur entre Boulevard périphérique Est (RD 383) et Boulevard périphérique Sud (RD 383)

### 13: Porte de Parilly
L'échangeur, composé d'un ensemble de giratoires, permet de desservir :
- la RD 518 vers Saint-Priest et Heyrieux ;
- l'avenue Paul-Santy vers le centre de Lyon ;
- le carrefour Charles-et-Gabriel-Voisin de Lyon ;
- le nord de Vénissieux ;
- le parc de Parilly de Vénissieux;
- les quartiers de Parilly, Renault Trucks et Saint-Priest, le parc relais TCL à la station Parilly sur la ligne D du métro lyonnais.

### 14: Porte des États-Unis
D'un intérêt local, l'échangeur a la forme d'un trèfle à quatre feuilles et permet de desservir la RD 95 :
- le boulevard des États-Unis vers le centre de Lyon ;
- Vénissieux.

Il est immédiatement suivi d'un passage à niveau avec une voie ferrée industrielle.

### 15: Porte du Moulin à Vent
D'un intérêt local, l'échangeur dessert :
- la route de Vienne à Lyon vers le centre ;
- la RD 907 (ex RN 7) vers Vénissieux, Saint-Fons et Vienne ;
- le parc du Moulin-à-Vent (d'où le nom de la porte) ;
- le quartier du Grand Trou.

### 16: Porte de Gerland
La porte se trouve au bord du Rhône. L'échangeur est en forme de T :
- vers le sud : autoroute A7 (Vienne, Avignon et Marseille) ;
- vers le nord : RD 12 (centre de Lyon).

L'échangeur permet également un accès à la RD 104 qui dessert :
- le stade de Gerland ;
- la Halle Tony Garnier ;
- le port Édouard Herriot :
- Saint-Fons :
- la Zone industrielle municipale de Saint-Fons ;
- Le parc relais TCL à la station Stade de Gerland – Le LOU sur la ligne B du métro lyonnais.

 Échangeur entre Boulevard périphérique Sud (RD 383) et A7 (Échangeur périphérique de Lyon-Autoroute A7).

## Anneau des Sciences
En 1997, l'ouverture du dernier tronçon du périphérique nord permet de contourner Lyon par le nord et l'est, de la porte de Valvert à celle de Gerland. Pour boucler ce contournement, la municipalité et la préfecture dessinent le Tronçon Ouest Périphérique (TOP), reliant Gerland à Valvert par l'ouest. Modifié et renommé Anneau des Sciences parce qu'il relie plusieurs pôles technologiques et universitaires, il devient souterrain sur 90 % des 15 km de son parcours.
Ce nouveau projet multimodal géré par la Métropole de Lyon inclut en plus du bouclage par l'ouest, la conversion du tronçon des autoroutes A6 et A7 passant dans la Métropole en boulevard urbain, et le développement des voies de communication dans les communes de l'ouest lyonnais.
Un débat public, organisé et animé par une Commission particulière du débat public (CPDP) s'est déroulé du 10 novembre 2012 au 5 avril 2013. Au total, 3 500 personnes ont participé à cinq réunions d'information et 15 réunions publiques. De plus, des réunions territoriales se sont tenues pour des débats plus locaux. Les conclusions ont été rendues le 24 mai 2013 par la CPDP et la Commission nationale du débat public a effectué un bilan.
Le 9 juillet 2013, l'assemblée communautaire du Grand Lyon a voté et approuvé :
- la poursuite du projet « Anneau des Sciences » ;
- le début d'études d'approfondissement sur le financement et la tarification, sur l'impact des portes (sorties), les flux, la conversion de l'A6/A7, et le boulevard Laurent Bonnevay ;
- la poursuite de la concertation ;
- l'individualisation complémentaire d'autorisation de programme pour les études et pour la mise en place du dispositif de dialogue/concertation.

Le coût de l'infrastructure a été évalué à 3 milliards d'euros, une enquête publique est prévue pour 2021, les travaux pouvant être effectués entre 2022 et 2030. Des nouvelles études en 2019 ont révisé le coût du projet à la hausse, avec une estimation de l'ordre de 3,7 milliards d'euros, qui se décomposent comme tels : 3,2 milliards pour le bouclage du périphérique Ouest et 0,5 milliard pour la requalification de l'A6/A7.
Un rapport de la Chambre Régionale des Comptes note à ce propos que le coût de ce projet « implique une forte augmentation des dépenses d'investissement de la Métropole de Lyon et de l'endettement de la collectivité, entraînant un effet d'éviction sur d'autres investissements ». Ce rapport ayant été rédigé avant les élections métropolitaines de juin 2020, la remarque ne prend pas en compte les nouvelles orientations politiques sur le sujet. En effet, gagnants des élections métropolitaines et municipales du 28 juin 2020, le président de la Métropole Bruno Bernard et le maire de Lyon Grégory Doucet, tous deux membres du parti Europe Écologie Les Verts, ont inscrit à leur programme l'abandon du projet « Anneau des Sciences », en raison de son coût économique et écologique.

## Fin du péage annoncée en 2035
À la suite du rapport de la Chambre régionale des comptes (CRC) adressée en mars 2021 aux élus de la Métropole de Lyon, qui porte notamment sur la tarification du péage, des médias locaux annoncent la fin prochaine du péage en 2029, puisque la plupart des emprunts ayant permis le rachat de l’ouvrage arriveront à échéance à cette date. Or, une collectivité ne peut pas légalement s'enrichir avec un péage et doit veiller à l'équilibre de long terme des charges et des recettes, comme l'explique un article du Code de la Voirie Routière. Une analyse poussée permet de conclure que le total cumulé de dépenses (1.7 Mrds €) dépasse le total cumulé des recettes de péage (1,3 Mrds €) sur la période de 1990 à 2035, ce qui pourrait permettre à la collectivité de maintenir le péage jusqu'à une date postérieure à 2035, sur la base d'une nouvelle délibération.

## Dans la culture
- Le clip Coller au Rythme de Jorrdee est tourné dans les tunnels et aux abords du Périphérique nord[30].